# 대한민국 행정안전부 장관
행정안전부 장관(行政安全部 長官)은 대한민국 행정안전부를 대표하는 직위로, 국무위원으로 보한다.

## 임명
- 국무위원 중에서 국무총리의 제청으로 대통령이 임명하며, 국무총리는 해임을 건의할 수 있다.
- 국회는 임명에 대한 인사청문회를 실시한다.

## 역할
- (정부조직법 제7조제1항) 각 행정기관의 장은 소관사무를 통할하고 소속공무원을 지휘·감독한다.
- (정부조직법 제34조제1항) 행정안전부장관은 국무회의의 서무, 법령 및 조약의 공포, 정부조직과 정원, 상훈, 정부혁신, 행정능률, 전자정부, 개인정보보호, 정부청사의 관리, 지방자치제도, 지방자치단체의 사무지원·재정·세제, 낙후지역 등 지원, 지방자치단체간 분쟁조정, 선거·국민투표의 지원, 안전 및 재난에 관한 정책의 수립·총괄·조정, 비상대비, 민방위 및 방재에 관한 사무를 관장한다.
- (정부조직법 제34조제2항) 국가의 행정사무로서 다른 중앙행정기관의 소관에 속하지 아니하는 사무는 행정안전부장관이 이를 처리한다.

## 역대 장관

### 내무부, 행정자치부, 행정안전부 장관
| 대수 | 이름                       | 임기             | 임기             | 임기      | 대통령 | 부처명     |
| 대수 | 이름                       | 취임일           | 퇴임일           | 기간      | 대통령 | 부처명     |
| ---- | -------------------------- | ---------------- | ---------------- | --------- | ------ | ---------- |
| 1    | 윤치영(尹致暎) (1898–1996) | 1948년 7월 27일  | 1948년 12월 24일 | 150일     | 이승만 | 내무부     |
| 2    | 신성모(申性模) (1891–1960) | 1948년 12월 24일 | 1949년 3월 21일  | 87일      | 이승만 | 내무부     |
| 3    | 김효석(金孝錫) (1893–1966) | 1949년 3월 21일  | 1950년 2월 7일   | 323일     | 이승만 | 내무부     |
| 4    | 백성욱(白性郁) (1897–1981) | 1950년 2월 7일   | 1950년 7월 16일  | 159일     | 이승만 | 내무부     |
| 5    | 조병옥(趙炳玉) (1894–1960) | 1950년 7월 17일  | 1951년 4월 24일  | 281일     | 이승만 | 내무부     |
| -    | 장택상(張澤相) (1893–1969) | 1951년 4월 25일  | 1951년 5월 13일  | 18일      | 이승만 | 내무부     |
| 6    | 이순용(李淳鎔) (1897–1988) | 1951년 5월 14일  | 1952년 1월 12일  | 243일     | 이승만 | 내무부     |
| 7    | 장석윤(張錫潤) (1904–2004) | 1952년 1월 12일! | 1952년 5월 24일  | 133일     | 이승만 | 내무부     |
| 8    | 이범석(李範奭) (1900–1972) | 1952년 5월 24일  | 1952년 7월 22일  | 59일      | 이승만 | 내무부     |
| 9    | 김태선(金泰善) (1903–1977) | 1952년 7월 24일  | 1952년 8월 29일  | 36일      | 이승만 | 내무부     |
| 10   | 진헌식(陳憲植) (1902–1980) | 1952년 8월 29일  | 1953년 9월 19일  | 1년 21일  | 이승만 | 내무부     |
| -    | 황호현(黃虎鉉) (1911–1992) | 1953년 9월 19일  | 1953년 9월 20일  | 1일       | 이승만 | 내무부     |
| 11   | 백한성(白漢成) (1899–1971) | 1997년 8월 6일   | 1998년 3월 2일   | 208일     | 이승만 | 내무부     |
| 12   | 김형근(金亨根) (1915–1993) | 1955년 4월 23일  | 1956년 5월 21일  | 1년 28일  | 이승만 | 내무부     |
| 13   | 이익흥(李益興) (1905–1993) | 1956년 5월 21일  | 1957년 2월 4일   | 259일     | 이승만 | 내무부     |
| 14   | 장경근(張璟根) (1911–1978) | 1957년 2월 4일   | 1957년 9월 26일  | 234일     | 이승만 | 내무부     |
| 15   | 이근직(李根直) (1903–1964) | 1957년 9월 26일  | 1958년 6월 17일  | 264일     | 이승만 | 내무부     |
| 16   | 민병기(閔丙祺) (1901–1973) | 1958년 6월 17일  | 1958년 8월 27일  | 71일      | 이승만 | 내무부     |
| 17   | 김일환(金一煥) (1914–2001) | 1958년 8월 27일  | 1959년 3월 20일  | 205일     | 이승만 | 내무부     |
| 18   | 최인규(崔仁圭) (1919–1961) | 1959년 3월 20일  | 1960년 3월 23일  | 1년 3일   | 이승만 | 내무부     |
| 19   | 홍진기(洪璡基) (1917–1986) | 1960년 3월 23일  | 1960년 4월 24일  | 32일      | 이승만 | 내무부     |
| 20   | 이호(李澔) (1914–1997)     | 1960년 4월 25일  | 1960년 8월 19일  | 116일     | 이승만 | 내무부     |
| 21   | 홍익표(洪翼杓) (1910–1976) | 1960년 8월 23일  | 1960년 9월 12일  | 20일      | 윤보선 | 내무부     |
| 22   | 이상철(李相喆) (1893–1979) | 1960년 9월 12일  | 1960년 10월 13일 | 31일      | 윤보선 | 내무부     |
| 23   | 현석호(玄錫虎) (1971–1988) | 1960년 10월 13일 | 1960년 11월 20일 | 38일      | 윤보선 | 내무부     |
| 24   | 신현돈(申鉉燉) (1903–1965) | 1960년 11월 20일 | 1961년 5월 3일   | 164일     | 윤보선 | 내무부     |
| 25   | 조재천(曺在千) (1912–1970) | 1961년 5월 3일   | 1961년 5월 18일  | 15일      | 윤보선 | 내무부     |
| 26   | 한신(韓信) (1922–1996)     | 1961년 5월 20일  | 1962년 10월 14일 | 1년 147일 | 윤보선 | 내무부     |
| 27   | 박경원(朴璟遠) (1923–2008) | 1962년 10월 15일 | 1963년 11월 23일 | 1년 28일  | 박정희 | 내무부     |
| -    | 이계순(李啓純) (1911–?)    | 1963년 11월 23일 | 1963년 12월 17일 | 24일      | 박정희 | 내무부     |
| 28   | 엄민영(嚴敏永) (1915–1969) | 1963년 12월 17일 | 1964년 5월 11일  | 145일     | 박정희 | 내무부     |
| 29   | 양찬우(楊燦宇) (1926–2011) | 1964년 5월 11일  | 1966년 4월 15일  | 1년 338일 | 박정희 | 내무부     |
| 30   | 엄민영(嚴敏永) (1915–1969) | 1966년 4월 15일  | 1967년 6월 29일  | 1년 75일  | 박정희 | 내무부     |
| 31   | 이호(李澔) (1914–1997)     | 1967년 6월 30일  | 1968년 5월 20일  | 325일     | 박정희 | 내무부     |
| 32   | 박경원(朴璟遠) (1923–2008) | 1968년 5월 21일  | 1971년 6월 3일   | 3년 13일  | 박정희 | 내무부     |
| 33   | 오치성(吳致成) (1926–2017) | 1971년 6월 4일   | 1971년 10월 6일  | 124일     | 박정희 | 내무부     |
| 34   | 김현옥(金玄玉) (1926–1997) | 1971년 10월 7일  | 1973년 12월 2일  | 2년 56일  | 박정희 | 내무부     |
| 35   | 홍성철(洪性澈) (1926–2004) | 1973년 12월 3일  | 1974년 8월 20일  | 260일     | 박정희 | 내무부     |
| 36   | 박경원(朴璟遠) (1923–2008) | 1974년 8월 21일  | 1975년 12월 18일 | 1년 119일 | 박정희 | 내무부     |
| 37   | 김치열(金致烈) (1921–2009) | 1975년 12월 19일 | 1978년 12월 21일 | 3년 2일   | 박정희 | 내무부     |
| 38   | 구자춘(具滋春) (1932–1996) | 1978년 12월 22일 | 1979년 12월 14일 | 357일     | 박정희 | 내무부     |
| 39   | 김종환(金鍾煥) (1923–2022) | 1979년 12월 15일 | 1980년 9월 2일   | 262일     | 최규하 | 내무부     |
| 40   | 서정화(徐廷和) (1933–2024) | 1980년 9월 3일   | 1982년 4월 27일  | 1년 236일 | 최규하 | 내무부     |
| 41   | 노태우(盧泰愚) (1932–2021) | 1982년 4월 28일  | 1983년 7월 6일   | 1년 69일  | 전두환 | 내무부     |
| 42   | 주영복(周永福) (1927–2005) | 1983년 7월 7일   | 1985년 2월 18일  | 1년 226일 | 전두환 | 내무부     |
| 43   | 정석모(鄭石謨) (1929–2009) | 1985년 2월 18일  | 1986년 8월 26일  | 1년 189일 | 전두환 | 내무부     |
| 44   | 김종호(金宗鎬) (1935–2018) | 1986년 8월 27일  | 1987년 1월 20일  | 146일     | 전두환 | 내무부     |
| 45   | 정호용(鄭鎬溶) (1932–)     | 1987년 1월 21일  | 1987년 5월 25일  | 124일     | 전두환 | 내무부     |
| 46   | 고건(高建) (1938–)         | 1987년 5월 26일  | 1987년 7월 13일  | 48일      | 전두환 | 내무부     |
| 47   | 정관용(鄭寬溶) (1935–)     | 1987년 7월 14일  | 1987년 9월 13일  | 61일      | 전두환 | 내무부     |
| 48   | 이상희(李相熙) (1932–2022) | 1987년 9월 14일  | 1988년 2월 24일  | 163일     | 전두환 | 내무부     |
| 49   | 이상희(李相熙) (1932–2022) | 1988년 2월 25일  | 1988년 5월 6일   | 71일      | 노태우 | 내무부     |
| 50   | 이춘구(李春九) (1934–2011) | 1988년 5월 7일   | 1988년 12월 4일  | 211일     | 노태우 | 내무부     |
| 51   | 이한동(李漢東) (1934–2021) | 1988년 12월 5일  | 1989년 7월 18일  | 225일     | 노태우 | 내무부     |
| 52   | 김태호(金泰鎬) (1935–2002) | 1989년 7월 19일  | 1990년 3월 18일  | 242일     | 노태우 | 내무부     |
| 53   | 안응모(安應模) (1930–)     | 1990년 3월 19일  | 1991년 4월 28일  | 1년 40일  | 노태우 | 내무부     |
| 54   | 이상연(李相淵) (1936–2023) | 1991년 4월 29일  | 1992년 3월 30일  | 336일     | 노태우 | 내무부     |
| 55   | 이동호(李同浩) (1937–)     | 1992년 3월 31일  | 1992년 10월 8일  | 191일     | 노태우 | 내무부     |
| 56   | 백광현(白光鉉) (1932–)     | 1992년 10월 9일  | 1993년 2월 26일  | 139일     | 노태우 | 내무부     |
| 57   | 이해구(李海龜) (1937–)     | 1993년 2월 26일  | 1993년 12월 21일 | 298일     | 김영삼 | 내무부     |
| 58   | 최형우(崔炯佑) (1935–)     | 1993년 12월 22일 | 1994년 12월 23일 | 1년 1일   | 김영삼 | 내무부     |
| 59   | 김용태(金瑢泰) (1936–2021) | 1994년 12월 24일 | 1995년 12월 20일 | 361일     | 김영삼 | 내무부     |
| 60   | 김우석(金佑錫) (1936–2013) | 1995년 12월 21일 | 1997년 2월 12일  | 1년 53일  | 김영삼 | 내무부     |
| 61   | 서정화(徐廷和) (1933–2024) | 1997년 2월 13일  | 1997년 3월 5일   | 20일      | 김영삼 | 내무부     |
| 62   | 강운태(姜雲太) (1948–)     | 1997년 3월 6일   | 1997년 8월 5일   | 152일     | 김영삼 | 내무부     |
| 63   | 조해녕(曺海寧) (1943–)     | 1997년 8월 6일   | 1998년 3월 2일   | 208일     | 김영삼 | 내무부     |
| 1    | 김정길(金正吉) (1945–)     | 1998년 3월 3일   | 1999년 2월 5일   | 339일     | 김대중 | 행정자치부 |
| 2    | 김기재(金杞載) (1946–)     | 1999년 2월 6일   | 2000년 1월 13일  | 341일     | 김대중 | 행정자치부 |
| 3    | 최인기(崔仁基) (1944–)     | 2000년 1월 14일  | 2001년 3월 25일  | 1년 70일  | 김대중 | 행정자치부 |
| 4    | 이근식(李根植) (1946–)     | 2001년 3월 26일  | 2003년 2월 26일  | 1년 337일 | 김대중 | 행정자치부 |
| 5    | 김두관(金斗官) (1958–)     | 2003년 2월 27일  | 2003년 9월 18일  | 203일     | 노무현 | 행정자치부 |
| 6    | 허성관(許成寬) (1947–)     | 2003년 9월 19일  | 2005년 1월 4일   | 1년 107일 | 노무현 | 행정자치부 |
| 7    | 오영교(吳盈敎) (1948–)     | 2005년 1월 5일   | 2006년 3월 21일  | 1년 75일  | 노무현 | 행정자치부 |
| 8    | 이용섭(李庸燮) (1947–)     | 2006년 3월 27일  | 2006년 12월 4일  | 252일     | 노무현 | 행정자치부 |
| 9    | 박명재(朴明在) (–)         | 2006년 12월 13일 | 2008년 2월 28일  | 1년 77일  | 노무현 | 행정자치부 |
| 1    | 원세훈(元世勳) (1951–)     | 2008년 2월 29일  | 2009년 2월 11일  | 348일     | 이명박 | 행정안전부 |
| -    | 정창섭(鄭昌燮) (1954–)     | 2009년 2월 12일  | 2009년 2월 19일  | 7일       | 이명박 | 행정안전부 |
| 2    | 이달곤(李達坤) (1953–)     | 2009년 2월 20일  | 2010년 3월 4일   | 1년 12일  | 이명박 | 행정안전부 |
| -    | 정창섭(鄭昌燮) (1954–)     | 2010년 3월 5일   | 2010년 4월 14일  | 40일      | 이명박 | 행정안전부 |
| 3    | 맹형규(孟亨奎) (1946–)     | 2010년 4월 15일  | 2013년 3월 11일  | 2년 328일 | 이명박 | 행정안전부 |
| 4    | 유정복(劉正福) (1957–)     | 2013년 3월 11일  | 2014년 3월 22일  | 11일      | 박근혜 | 행정안전부 |
| 1    | 유정복(劉正福) (1957–)     | 2013년 3월 23일  | 2014년 3월 5일   | 347일     | 박근혜 | 안전행정부 |
| -    | 박경국(朴景國) (1958–)     | 2014년 3월 6일   | 2014년 4월 2일   | 26일      | 박근혜 | 안전행정부 |
| 2    | 강병규(姜秉圭) (1954–)     | 2014년 4월 2일   | 2014년 7월 15일  | 104일     | 박근혜 | 안전행정부 |
| 3    | 정종섭(鄭宗燮) (1957–)     | 2014년 7월 16일  | 2014년 11월 18일 | 125일     | 박근혜 | 안전행정부 |
| 1    | 정종섭(鄭宗燮) (1957–)     | 2014년 11월 19일 | 2016년 1월 12일  | 1년 54일  | 박근혜 | 행정자치부 |
| 2    | 홍윤식(洪允植) (1956–)     | 2016년 1월 13일  | 2017년 6월 15일  | 1년 153일 | 박근혜 | 행정자치부 |
| 3    | 김부겸(金富謙) (1958–)     | 2017년 6월 16일  | 2017년 7월 25일  | 39일      | 문재인 | 행정자치부 |
| 1    | 김부겸(金富謙) (1958–)     | 2017년 7월 26일  | 2019년 4월 5일   | 1년 253일 | 문재인 | 행정안전부 |
| 2    | 진영(陳永) (1950–)         | 2019년 4월 8일   | 2020년 12월 23일 | 1년 259일 | 문재인 | 행정안전부 |
| 3    | 전해철(全海澈) (1967–)     | 2020년 12월 24일 | 2022년 5월 11일  | 1년 136일 | 문재인 | 행정안전부 |
| 4    | 이상민(李祥敏) (1965–)     | 2022년 5월 12일  | 2023년 2월 7일   | 271일     | 윤석열 | 행정안전부 |
| -    | 한창섭(韓唱燮) (–)         | 2023년 2월 8일   | 2023년 7월 24일  | 166일     | 윤석열 | 행정안전부 |
| 4    | 이상민(李祥敏) (1965–)     | 2023년 7월 25일  | 2024년 12월 8일  | 1년 136일 | 윤석열 | 행정안전부 |
| -    | 고기동(高綺童) (1971–)     | 2024년 12월 8일  | 2025년 6월 20일  | 194일     | 윤석열 | 행정안전부 |
| -    | 김민재(金敏在) (1971–)     | 2025년 6월 20일  | 2025년 7월 18일  | 28일      | 이재명 | 행정안전부 |
| 5    | 윤호중(尹昊重) (1963–)     | 2025년 7월 18일  |                  | 22일      | 이재명 | 행정안전부 |

### 총무처장
| 정부        | 대수 | 이름           | 임기                               | 비고 |
| ----------- | ---- | -------------- | ---------------------------------- | ---- |
| 제 1 공화국 | 초대 | 허정(許政)     | 1948년 7월 27일 ~ 1948년 8월 25일  |      |
| 제 1 공화국 | 2대  | 김병연(金炳淵) | 1948년 8월 26일 ~ 1948년 11월 29일 |      |
| 제 1 공화국 | 3대  | 전규홍(全奎弘) | 1948년 11월 30일 ~ 1951년 4월 27일 |      |
| 제 1 공화국 | 4대  | 한동석(韓東錫) | 1951년 5월 7일 ~ 1953년 11월 1일   |      |
| 제 1 공화국 | 5대  | 정운갑(鄭雲甲) | 1953년 11월 2일 ~ 1955년 2월 16일  |      |

### 국무원 사무처장
| 정부        | 대수 | 이름           | 임기                              | 비고 |
| ----------- | ---- | -------------- | --------------------------------- | ---- |
| 제 2 공화국 | 서리 | 서석순(徐碩淳) | 1960년 7월 1일 ~ 1960년 7월 3일   |      |
| 제 2 공화국 | 8대  | 이호(李澔)     | 1960년 7월 4일 ~ 1960년 8월 19일  |      |
| 제 2 공화국 | 9대  | 오위영(吳緯泳) | 1960년 8월 20일 ~ 1960년 9월 11일 |      |
| 제 2 공화국 | 10대 | 정헌주(鄭憲柱) | 1960년 9월 12일 ~ 1961년 5월 18일 |      |

### 내각사무처장
| 정부        | 대수 | 이름           | 임기                              | 비고 |
| ----------- | ---- | -------------- | --------------------------------- | ---- |
| 제 2 공화국 | 11대 | 김병삼(金炳三) | 1961년 5월 20일 ~ 1963년 2월 1일  |      |
| 제 2 공화국 | 12대 | 이석제(李錫濟) | 1963년 2월 2일 ~ 1963년 12월 16일 |      |

### 총무처 장관
| 정부        | 대수           | 이름                              | 임기                                                         | 비고     |
| ----------- | -------------- | --------------------------------- | ------------------------------------------------------------ | -------- |
| 제3공화국   | 13대           | 이석제(李錫濟)                    | 1963년 12월 17일~1969년 10월 20일                            |          |
| 제3공화국   | 14대           | 서일교(徐壹敎)                    | 1969년 10월 21일~1973년 12월 2일                             |          |
| 제4공화국   | 14대           | 서일교(徐壹敎)                    | 1969년 10월 21일~1973년 12월 2일                             |          |
| 15대        | 심흥선(沈興善) | 1973년 12월 3일~1977년 12월 19일  |                                                              |          |
| 16대        | 심의환(沈宜渙) | 1977년 12월 20일~1979년 10월 22일 | 간암으로 임기 도중 별세 헌정 사상 현직 각료가 사망한 첫 사례 |          |
| -           | 최택원(崔澤元) | 1979년 10월 26일~1979년 12월 13일 | 직무대행                                                     |          |
| 17대        | 김용휴(金容烋) | 1979년 12월 14일~1982년 5월 20일  |                                                              |          |
| 17대        | 김용휴(金容烋) | 1979년 12월 14일~1982년 5월 20일  | 제5공화국                                                    |          |
| 18대        | 박찬긍(朴贊兢) | 1982년 5월 21일~1985년 2월 18일   |                                                              |          |
| 19대        | 박세직(朴世直) | 1985년 2월 19일~1986년 1월 7일    |                                                              |          |
| 20대        | 정관용(鄭寬溶) | 1986년 1월 8일~1987년 7월 13일    |                                                              |          |
| 21대        | 장기오(張基梧) | 1987년 7월 14일~1988년 2월 24일   |                                                              |          |
| 노태우 정부 | 22대           | 김용갑(金容甲)                    | 1988년 2월 25일~1989년 3월 8일                               |          |
| 노태우 정부 | -              | 손종석(孫鍾奭)                    | 1989년 3월 9일~1989년 3월 15일                               | 직무대행 |
| 노태우 정부 | 23대           | 김용래(金庸來)                    | 1989년 3월 17일~1990년 3월 18일                              |          |
| 노태우 정부 | 24대           | 이연택(李衍澤)                    | 1990년 3월 19일~1991년 12월 19일                             |          |
| 노태우 정부 | 25대           | 이상배(李相培)                    | 1991년 12월 20일~1992년 6월 25일                             |          |
| 노태우 정부 | 26대           | 이문석(李文錫)                    | 1992년 6월 26일~1993년 2월 25일                              |          |
| 김영삼 정부 | 27대           | 최창윤(崔昌潤)                    | 1993년 2월 26일~1993년 12월 21일                             |          |
| 김영삼 정부 | 28대           | 황영하(黃榮夏)                    | 1993년 12월 22일~1994년 12월 23일                            |          |
| 김영삼 정부 | 29대           | 서석재(徐錫宰)                    | 1994년 12월 24일~1995년 8월 3일                              |          |
| 김영삼 정부 | 30대           | 김기재(金杞載)                    | 1995년 8월 7일~1996년 1월 30일                               |          |
| 김영삼 정부 | 31대           | 조해녕(曺海寧)                    | 1996년 1월 31일~1996년 12월 19일                             |          |
| 김영삼 정부 | 32대           | 김한규(金漢圭)                    | 1996년 12월 20일~1997년 8월 5일                              |          |
| 김영삼 정부 | 33대           | 심우영(沈宇永)                    | 1997년 8월 6일~1998년 3월 3일                                |          |

### 정무제1장관
| 정부        | 대수 | 이름           | 임기                              | 비고 |
| ----------- | ---- | -------------- | --------------------------------- | ---- |
| 제5공화국   | 초대 | 정종택(鄭宗澤) | 1981년 4월 8일~1982년 5월 21일    |      |
| 제5공화국   | 2대  | 오세응(吳世應) | 1982년 5월 21일~1983년 10월 15일  |      |
| 제5공화국   | 3대  | 이태섭(李台燮) | 1983년 10월 15일~1985년 2월 19일  |      |
| 제5공화국   | 4대  | 정재철(鄭在哲) | 1985년 2월 19일~1987년 5월 19일   |      |
| 제5공화국   | 5대  | 조기상(曺淇相) | 1987년 5월 19일~1987년 7월 14일   |      |
| 제5공화국   | 6대  | 이종률(李鍾律) | 1987년 7월 14일~1988년 2월 25일   |      |
| 노태우 정부 | 7대  | 김윤환(金潤煥) | 1988년 3월 7일~1988년 5월 3일     |      |
| 노태우 정부 | 8대  | 이종찬(李鍾贊) | 1988년 5월 3일~1988년 12월 5일    |      |
| 노태우 정부 | 9대  | 정종택(鄭宗澤) | 1988년 12월 5일~1989년 7월 19일   |      |
| 노태우 정부 | 10대 | 박철언(朴哲彦) | 1989년 7월 19일~1990년 4월 18일   |      |
| 노태우 정부 | 11대 | 김윤환(金潤煥) | 1990년 4월 18일~1990년 10월 13일  |      |
| 노태우 정부 | 12대 | 김동영(金東英) | 1990년 10월 13일~1991년 7월 18일  |      |
| 노태우 정부 | 13대 | 최형우(崔炯佑) | 1991년 7월 18일~1992년 5월 24일   |      |
| 노태우 정부 | 14대 | 김용채(金鎔采) | 1992년 5월 24일~1992년 7월 22일   |      |
| 노태우 정부 | 15대 | 김종호(金宗鎬) | 1992년 7월 22일~1992년 10월 9일   |      |
| 노태우 정부 | 16대 | 김동익(金東益) | 1992년 10월 9일~1993년 2월 25일   |      |
| 김영삼 정부 | 17대 | 김덕룡(金德龍) | 1993년 2월 26일~1993년 12월 21일  |      |
| 김영삼 정부 | 18대 | 서청원(徐淸源) | 1993년 12월 21일~1994년 12월 23일 |      |
| 김영삼 정부 | 19대 | 김윤환(金潤煥) | 1994년 12월 23일~1995년 7월 4일   |      |
| 김영삼 정부 | 20대 | 김영구(金榮龜) | 1995년 7월 4일~1995년 12월 20일   |      |
| 김영삼 정부 | 21대 | 주돈식(朱燉植) | 1995년 12월 20일~1996년 5월 9일   |      |
| 김영삼 정부 | 22대 | 김덕룡(金德龍) | 1996년 5월 9일~1996년 12월 20일   |      |
| 김영삼 정부 | 23대 | 신경식(辛卿植) | 1996년 12월 20일~1997년 8월 5일   |      |
| 김영삼 정부 | 24대 | 홍사덕(洪思德) | 1997년 8월 5일~1998년 3월 1일     |      |

### 정보통신부 장관
| 정부        | 대수 | 이름           | 임기                              | 비고 |
| ----------- | ---- | -------------- | --------------------------------- | ---- |
| 김영삼 정부 | 41대 | 경상현(景商鉉) | 1994년 12월 24일~1995년 12월 20일 |      |
| 김영삼 정부 | 42대 | 이석채(李錫采) | 1995년 12월 21일~1996년 8월 7일   |      |
| 김영삼 정부 | 43대 | 강봉균(康奉均) | 1996년 8월 8일~1998년 3월 2일     |      |
| 김대중 정부 | 44대 | 배순훈(裵洵勳) | 1998년 3월 3일~1998년 12월 20일   |      |
| 김대중 정부 | 45대 | 남궁석(南宮晳) | 1998년 12월 21일~2000년 2월 1일   |      |
| 김대중 정부 | 46대 | 안병엽(安炳燁) | 2000년 2월 14일~2001년 3월 25일   |      |
| 김대중 정부 | 47대 | 양승택(梁承澤) | 2001년 3월 26일~2002년 7월 11일   |      |
| 김대중 정부 | 48대 | 이상철(李相哲) | 2002년 7월 11일~2003년 2월 27일   |      |
| 노무현 정부 | 49대 | 진대제(陳大濟) | 2003년 2월 27일~2006년 3월 22일   |      |
| 노무현 정부 | 50대 | 노준형(盧俊亨) | 2006년 3월 22일~2007년 9월 3일    |      |
| 노무현 정부 | 51대 | 유영환(柳英煥) | 2007년 9월 4일~2008년 2월 29일    |      |

### 국민안전처 장관
| 정부        | 대수 | 이름           | 임기                             | 비고 |
| ----------- | ---- | -------------- | -------------------------------- | ---- |
| 박근혜 정부 | 초대 | 박인용(朴仁鎔) | 2014년 11월 19일~2017년 7월 25일 |      |

## 같이 보기
- 행정안전부
- 행정안전부 차관